# Distoleon aridus
Distoleon aridus is een insect uit de familie van de mierenleeuwen (Myrmeleontidae), die tot de orde netvleugeligen (Neuroptera) behoort. 
Distoleon aridus is voor het eerst wetenschappelijk beschreven door Fraser in 1950.